# 李·羅賓遜
李·羅賓遜（英語：Lee Robinson；1986年7月2日—）是一位英格蘭足球運動員。在場上的位置是守門員。他現在效力於蘇格蘭足球冠軍聯賽球隊鄧弗姆林體育。他也代表蘇格蘭國家足球隊參賽。

## 外部連結
- 足球数据库：Lee Robinson的球员统计数据